# Aramis Haywood
Aramis Haywood (Panama, 3 aprile 1985) è un calciatore e giocatore di calcio a 5 panamense, centrocampista del Plaza Amador.

## Carriera

### Club
Comincia a giocare nel Rio Abajo. Nel gennaio 2010 si trasferisce all'Atlético Veragüense. Nell'estate 2010 passa al Plaza Amador. Nel 2012 viene ceduto allo Sporting San Miguelito. Nel 2015 viene acquistato dal Plaza Amador.

### Nazionale
Haywood debutta nella nazionale panamense il 26 ottobre 2010, nell'amichevole persa per 0-3 contro Cuba. Mette a segno la sua prima e unica rete il 17 novembre 2010 nell'amichevole Panama-Honduras in cui segna la rete del definitivo 2-0. In totale, ha disputato 6 presenze con la selezione centroamericana. 

## Palmarès

### Club

#### Competizioni nazionali
- Asociación Nacional Pro Fútbol: 2

Sporting San Miguelito: 2012-2013
Plaza Amador: 2015-2016